# Campeonato Europeo de Lucha de 1929
El VII Campeonato Europeo de Lucha se celebró en el año 1929 en dos sedes distintas. Las competiciones de lucha grecorromana en Dortmund (Alemania) y las de lucha libre en París (Francia).

## Resultados

### Lucha grecorromana
| Evento   | Oro                        | Plata                      | Bronce                           |
| -------- | -------------------------- | -------------------------- | -------------------------------- |
| 58 kg    | Sven Martinsen · Noruega   | Erland Nielsen Dinamarca   | Antonín Nič Checoslovaquia       |
| 62 kg    | Folke Hernström · Suecia   | Aage Torgensen Dinamarca   | Eugen Fleischmann Checoslovaquia |
| 67,5 kg  | Eduard Sperling · Alemania | Torsten Bergström · Suecia | Silvio Tozzi Italia              |
| 75 kg    | József Tunyogi Hungría     | Väinö Kokkinen · Finlandia | Ivar Johansson · Suecia          |
| 82,5 kg  | Onni Pellinen · Finlandia  | Robert Rupp · Alemania     | Sanfried Söderqvist · Suecia     |
| +82,5 kg | Georg Gehring · Alemania   | Rudolf Svensson · Suecia   | Josef Urban Checoslovaquia       |

### Lucha libre
| Evento | Oro                         | Plata                     | Bronce                       |
| ------ | --------------------------- | ------------------------- | ---------------------------- |
| 56 kg  | Piet Mollin · Bélgica       | Berthaux Francia          | R. Wyss · Suiza              |
| 61 kg  | René Rottenfluc Francia     | Joseph Dillen · Bélgica   | Denis Perret · Suiza         |
| 66 kg  | Erik Malmberg · Suecia      | Károly Kárpáti Hungría    | Reginald Edwards Reino Unido |
| 72 kg  | Hyacinthe Roosen · Bélgica  | Alvar Eriksson · Suecia   | Fritz Käsermann · Suiza      |
| 79 kg  | Sanfrid Söderqvist · Suecia | Hans Mollet · Suiza       | Henri Deniel Francia         |
| 87 kg  | Erich Äschlimann · Suiza    | Paul Bonnefont Francia    | Joseph Van Assche · Bélgica  |
| +87 kg | Johan Richthoff · Suecia    | Edmond Charlier · Bélgica | Edmond Dame Francia          |

## Medallero
| Núm. | País           | Oro | Plata | Bronce | Total |
| ---- | -------------- | --- | ----- | ------ | ----- |
| 1    | Suecia         | 4   | 3     | 2      | 9     |
| 2    | Bélgica        | 2   | 2     | 1      | 5     |
| 3    | Alemania       | 2   | 1     | 0      | 3     |
| 4    | Francia        | 1   | 2     | 2      | 5     |
| 5    | Suiza          | 1   | 1     | 3      | 5     |
| 6    | Finlandia      | 1   | 1     | 0      | 2     |
| 6    | Hungría        | 1   | 1     | 0      | 2     |
| 8    | Noruega        | 1   | 0     | 0      | 1     |
| 9    | Dinamarca      | 0   | 2     | 0      | 2     |
| 10   | Checoslovaquia | 0   | 0     | 3      | 3     |
| 11   | Italia         | 0   | 0     | 1      | 1     |
| 11   | Reino Unido    | 0   | 0     | 1      | 1     |
|      | TOTAL          | 13  | 13    | 13     | 39    |